# Brisbane International 2010
Brisbane International 2010 var en professionel tennisturnering, som blev spillet udendørs på hard court. Det var anden udgave af turneringen Brisbane International – en fusion af herreturneringern Next Generation Adelaide International med kvindernes Mondial Australian Women's Hardcourts. Brisbane International 2010 var en World Tour 250 series-turnering på ATP Tour og en WTA International-turnering på WTA Tour'en. Både mændenes og kvindernes turnering blev afviklet på Tennyson Tennis Centre i Brisbane, Queensland, Australien den 3. – 10. januar 2010.
Herresingleturneringen blev vundet af Andy Roddick, som i finalen besejrede Radek Štěpánek med 7–6(2), 7–6(7). 
I damesingle sikrede Kim Clijsters sejren over sin landsmand Justine Henin, 6–3, 4–6, 7–6(6).

## Finalen

### Herresingle
Uddybende artikel: Brisbane International 2010 Herresingle
 Andy Roddick –  Radek Štěpánek, 7–6(2), 7–6(7).
- Det var Roddick's første titel i 2010 og hans 28ende totalt.

### Damesingle
Kim Clijsters -.  Justine Henin, 6–3, 4–6, 7–6(6).
- Det var Clijsters' første titel i 2010 og hendes 36ende i alt.

### Herredouble
Jérémy Chardy /  Marc Gicquel  def.  Lukáš Dlouhý /  Leander Paes, 6–3, 7–6(5).

### Damedouble
Andrea Hlaváčková /  Lucie Hradecká def.  Melinda Czink /  Arantxa Parra Santonja, 2–6, 7–6(3), 10–4.

## Eksterne links
- Official website

27°31′S 153°01′Ø / 27.52°S 153.01°Ø